# Cervatos de la Cueza
Cervatos de la Cueza – gmina w Hiszpanii, w prowincji Palencia, w Kastylii i León, o powierzchni 71,46 km². W 2011 roku gmina liczyła 307 mieszkańców.